# Newgeorgiaglasögonfågel
Newgeorgiaglasögonfågel (Zosterops kulambangrae) är en fågel i familjen glasögonfåglar inom ordningen tättingar.

## Utseende och läte
Newgeorgiaglasögonfågeln är en liten olivgul sångarlik fågel med gul buk och tydlig vit ring runt ögat. Sången består av en tjirpande stigande och fallande serie. Bland lätena hörs ett oansenligt fallande "djew!" liksom olika tjirpande ljus.

## Utbredning och systematik
Newgeorgiaglasögonfågel förekommer i Salomonöarna, på öarna Kolombangara, Vonavona, Kohinggo, New Georgia, Vangunu och Nggatokae. Den inkluderade tidigare tetepareglasögonfågeln (Z. tetiparius), men denna urskiljs numera vanligen som egen art.

## Levnadssätt
Newgeorgiaglasögonfågeln är en social fågel som ofta ses i artrena grupper, men även i artblandade kringvandrande flockar.

## Status
Arten har ett begränsat utbredningsområde, men beståndet anses vara stabilt. IUCN kategoriserar arten som livskraftig.